# Nepenthes alata
Nepenthes alata ist eine fleischfressende Pflanze aus der Gattung der Kannenpflanzen (Nepenthes). Sie ist heimisch auf den Philippinen. Sie wurde 1837 von Francisco Manuel Blanco erstbeschrieben.

## Beschreibung
Nepenthes alata ist eine Kletterpflanze, ihre Sprossachse ist zwischen 4 und 8 Millimeter dick und bis zu 4 Meter hoch.
Die lederigen Blätter werden in gleichmäßigen Abständen von 1,5 bis vier Zentimetern entlang der Sprossachse gebildet. An jedem Knoten sitzt ein bis zu fünf Zentimeter langer, geflügelter Blattstiel, der in eine bis zu 25 Zentimeter lange und etwas über 5 Zentimeter breite, schmal-elliptische oder umgekehrt lanzettlich- bis spatelförmige scheinbare Blattspreite übergeht, die aber im strengen Sinne nur einen umgebildeten Blattgrund darstellt. Dieser wird geteilt von einer Mittelrippe, ab ihrem Ansatz verlaufen nah an ihr zwei bis vier Seitenrippen.
Ihre Kannen sind grün bis rötlich, bis zu 20 Zentimeter lang und 6 Zentimeter breit, unten bauchig und oben zylinderförmig. Zusätzlich besitzt Nepenthes alata zwei Zahnleisten, die nicht hart und spitz sind.
An der Art wurden im Jahr 2005 vom Max-Planck-Institut für Metallforschung Untersuchungen zur Beschaffenheit der Wachsbeschichtung des Kanneninneren durchgeführt. Dabei stellte sich heraus, dass eine doppelte Wachsschicht gebildet wird. Die obere, weichere Schicht besteht aus plättchenförmigen, gestielten Kristallen, die wiederum auf einer härteren, spitz hervorstehenden Wachsschicht aufliegen. Die Kristalle der oberen Schicht verkleben dabei die Hafthaare der Insektenbeine, die untere Schicht minimiert den Haftkontakt zusätzlich durch Reduktion der Fläche.
Im Handel findet man häufig Hybriden aus Nepenthes alata und Nepenthes ventricosa, da diese besonders leicht zu kultivieren und sehr starkwüchsig sind, aber oft als reine N. alata deklariert werden.

## Verbreitung
Die Art ist im philippinischen Hochland heimisch, auf Höhen von 400 bis 2400 Meter. Sie wächst in moosigen Wäldern, gelegentlich auf Böden auf ultrabasischem Gestein.